# Cámara de Comercio de Lima
La Cámara de Comercio de Lima (CCL) es una institución privada sin fines de lucro establecida con el propósito de promover la libre empresa y contribuir al desarrollo económico y social del Perú. Su misión abarca la defensa de los principios empresariales, la promoción de la inversión privada y la generación de empleo. Fue fundada el 20 de abril de 1888, en las postrimerías de la Guerra del Pacífico. 
Representa a más de 10,000 empresas de la ciudad de Lima asociadas en 16 gremios que abarcan diversos sectores de la actividad económica del Perú, incluyendo comercio, producción y servicios.
La CCL cuenta con su propio Centro de Arbitraje, que atiende desde 1993 casos nacionales e internacionales para solucionar controversias entre privados. Además, administra desde 1928 el Registro Nacional de Protestos y Moras (antes Registro de Letras Protestadas), contribuyendo al control de las facturas y operaciones crediticias y financieras de las empresas.
La Cámara de Comercio de Lima (CCL) también cuenta con el Centro de Comercio Exterior (CCEX) y el Centro de Certificaciones, dos importantes unidades que contribuyen a fortalecer las capacidades comerciales de sus asociados. El CCEX facilita la internacionalización de las empresas peruanas, brindando asesoría especializada y acceso a oportunidades de comercio exterior, mientras que el Centro de Certificaciones garantiza la calidad y cumplimiento normativo a través de servicios de certificación y evaluación de competencias. Estas iniciativas permiten a los empresarios conectarse con el mundo, abriendo nuevos mercados y promoviendo la competitividad internacional.
Su actual presidenta es la abogada Rosa Bueno de Lercari.

## Historia
La Cámara de Comercio de Lima fue fundada el 20 de abril de 1888, en un contexto marcado por la necesidad de reconstrucción nacional y la defensa de la iniciativa privada tras la Guerra con Chile. 

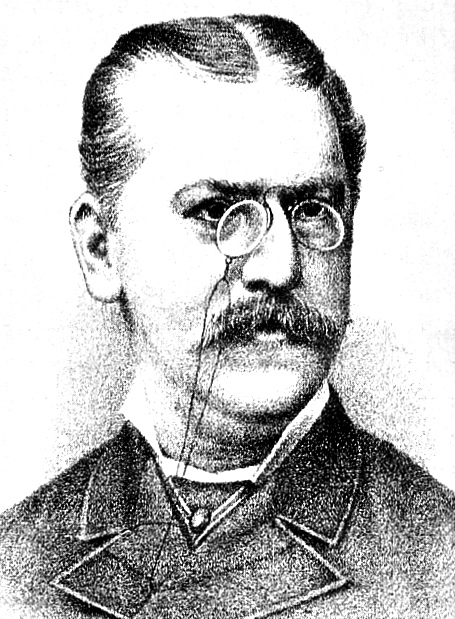
Pedro Correa y Santiago, uno de los fundadores de la CCL y su primer presidente

Desde sus primeros años, la CCL ha participado en importantes iniciativas legislativas y proyectos que han moldeado el entorno empresarial y económico del Perú. Por ejemplo, tuvo un papel destacado en la elaboración del proyecto de la Ley Hipotecaria y en la gestión de la Ley de la Prenda Mercantil para abordar la morosidad derivada de los vacíos en el Código Civil.
En 1895, la Cámara de Comercio de Lima impulsó la creación de la Sociedad Anónima Recaudadora de Impuestos, antecesora de la actual SUNAT. Además, participó activamente en la elaboración del primer Código de Comercio del país, promulgado en 1902, y apoyó la formación de la Caja de Depósitos y Consignaciones en 1905, la cual posteriormente se convertiría en el Banco de la Nación.
La contribución de la CCL también se extendió al ámbito financiero, respaldando el proyecto para la creación del Banco Central de Reserva en 1922.
La CCL ha liderado esfuerzos para simplificar el sistema tributario, iniciando desde 1916 con la promoción de la primera Reforma Tributaria, respaldando la creación del primer Seguro Obligatorio para los empleados del comercio y propuso la creación de instituciones de previsión social.
En 1928, la CCL organizó el primer Registro de Letras Protestadas, ahora conocido como Registro Nacional de Protestos y Moras, en cumplimiento de la Ley de Títulos Valores. Este registro ha sido fundamental para controlar las operaciones crediticias y financieras, brindando servicios esenciales para las empresas del país.

## Estructura
La CCL, dentro de su estructura organizativa, ha conformado 15 gremios sectoriales, en los cuales los miembros se agrupan de acuerdo al giro de sus actividades comerciales. 
Además, la CCL ha establecido once comisiones de trabajo, las cuales están integradas por empresarios.[cita requerida]